# Waspán
Waspán ist ein Municipio im Departamento Región Autónoma de la Costa Caribe Norte in Nicaragua. Die Kreishauptstadt bildet die gleichnamige Siedlung Waspán. Daneben gibt es verschiedene Ortsteile in dem überwiegend ländlich geprägten Gebiet. Es ist die flächenmäßig größte Gemeinde in Nicaragua. Die überwiegende Mehrheit seiner Bewohner sind Miskitos, die ihre eigene Sprache sprechen. 2020 lag die Einwohnerzahl bei 61.375.

## Geografie
Die Gemeinde grenzt im Norden an die Republik Honduras, im Süden an die Gemeinden Puerto Cabezas, Rosita und Bonanza, im Osten an die Gemeinde Puerto Cabezas und das Karibische Meer und im Westen an die Gemeinde San José de Bocay. Der Gemeindesitz liegt 632 Kilometer von der Hauptstadt Managua und 138 Kilometer von der Stadt Puerto Cabezas entfernt.
Das hydrographische System der Gemeinde wird vom Río Coco gebildet, dem längsten Fluss Nicaraguas, der von entscheidender Bedeutung für die Gemeinde ist. Daneben gibt es mehrere weitere Gewässer. Es herrscht feuchtes tropisches Klima.

## Geschichte
Der erste Kontakt der alten Welt (Europa) mit der Atlantikküste und dem nicaraguanischen Territorium fand am 12. September 1502 während der vierten Reise von Christoph Kolumbus statt, der es bei der Einfahrt in das territoriale Meer von Nicaragua "Cabo Gracias a Dios" nannte, das später zur Comarca de Cabo Gracias a Dios wurde und heute Teil der Gemeinde ist. In den folgenden Jahrhunderten war sie aufgrund ihrer strategischen Lage ein Motiv für Überfälle spanischer Expeditionen und englischer Piraten auf das Gemeindegebiet.
1860 wurde mit der Unterzeichnung des Vertrags von Managua (zwischen Nicaragua und dem Vereinigten Königreich) die Souveränität Nicaraguas über das Mosquitia-Territorium anerkannt und den indigenen Miskitos ein Territorium (Reservat) zwischen dem Rio Rama und dem Rio Hueso (dem heutigen Puerto Cabezas) zugewiesen, in dem die Miskitos sich selbst und alle in diesem Bezirk lebenden Menschen regieren konnten.
Die Bevölkerung der Gemeinde war ständig von den Bewegungen betroffen, denen sie aufgrund des Krieges in den 1980er Jahren ausgesetzt war, mit der massenhaften Abwanderung großer Gruppen indigener Miskitos nach Honduras und in andere Gebiete der Region; nach 1990 sind einige Familiengruppen nach Waspán und in ihre jeweiligen Gemeinden zurückgekehrt, um auf ihrem eigenen Gemeindegrundstück ihre Lebensweise wieder aufzunehmen. Jedoch hat es eine große Mehrheit vorgezogen, in Puerto Cabezas zu bleiben.